# Малькеєвка
Мальке́євка (рос. Малькеевка, ерз. Малькеевка 1-а) — присілок у складі Старошайговського району Мордовії, Росія. Входить до складу Шигонського сільського поселення.
Населення — 26 осіб (2010; 47 у 2002).
Національний склад (станом на 2002 рік):
- росіяни — 100 %

Раніше існувало два окремих населених пункти Малькеєвка 1-а та Малькеєвка 2-а.